# Зоряное (Новомосковский район)
Зоряное (укр. Зоряне; до 2016 года — Новопролетарское, укр. Новопролетарське) — село в Лычковской сельской общине Новомосковского района Днепропетровской области Украины.
Код КОАТУУ — 1222386805. Население по переписи 2001 года составляло 192 человека.

## История
- 1993 год — дата основания.